# Kanton Mauléon
Kanton Mauléon is een kanton van het Franse departement Deux-Sèvres. Kanton Mauléon maakt deel uit van het arrondissement Bressuire en telt 23.638 inwoners (2019).

## Gemeenten
Het kanton Mauléon omvatte tot 2014 de volgende 5 gemeenten:
- La Petite-Boissière
- Mauléon (hoofdplaats)
- Nueil-les-Aubiers
- Saint-Amand-sur-Sèvre
- Saint-Pierre-des-Échaubrognes

Na de herindeling van de kantons bij decreet van 18 februari 2014 met uitwerking op 22 maart 2015 omvatte het kanton 15 gemeenten.

Op 1 januari 2016 werden de gemeenten Étusson en Saint-Maurice-la-Fougereuse samengevoegd tot de fusiegemeente (commune nouvelle) Saint Maurice Étusson.

Op 1 januari 2016 werden de gemeenten Argenton-les-Vallées, Le Breuil-sous-Argenton, La Chapelle-Gaudin, La Coudre, Moutiers-sous-Argenton en Ulcot samengevoegd tot de fusiegemeente (commune nouvelle) Argentonnay. De deelgemeente La Chapelle-Gaudin werd pas bij decreet van 7 november 2019 overgeheveld van het kanton Bressuire naar dit kanton.
Sindsdien omvat het kanton volgende 10 gemeenten:
- Argentonnay
- Genneton
- Mauléon (hoofdplaats)
- Nueil-les-Aubiers
- La Petite-Boissière
- Saint-Amand-sur-Sèvre
- Saint-Aubin-du-Plain
- Saint Maurice Étusson
- Saint-Pierre-des-Échaubrognes
- Voulmentin